# Grandview (Indiana)
Grandview es un pueblo ubicado en el condado de Spencer en el estado estadounidense de Indiana. En el Censo de 2010 tenía una población de 749 habitantes y una densidad poblacional de 300,93 personas por km².

## Geografía
Grandview se encuentra ubicado en las coordenadas 37°56′10″N 86°59′1″O / 37.93611, -86.98361. Según la Oficina del Censo de los Estados Unidos, Grandview tiene una superficie total de 2.49 km², de la cual 2.48 km² corresponden a tierra firme y (0.21%) 0.01 km² es agua.

## Demografía
Según el censo de 2010, había 749 personas residiendo en Grandview. La densidad de población era de 300,93 hab./km². De los 749 habitantes, Grandview estaba compuesto por el 96.13% blancos, el 1.47% eran afroamericanos, el 0.27% eran amerindios, el 0% eran asiáticos, el 0% eran isleños del Pacífico, el 0.13% eran de otras razas y el 2% pertenecían a dos o más razas. Del total de la población el 1.07% eran hispanos o latinos de cualquier raza.